# 廻神就吉
廻神 就吉（めぐりかみ なりよし）は、戦国時代の武将。毛利氏家臣。父は松田氏行。兄は廻神氏吉。

## 生涯
備後国の松田氏行の次男として生まれ、毛利元就に仕える。
兄・氏吉の代から備後国三谿郡廻神村に住したことから、廻神氏と名乗るようになったが、父と兄が共に出雲国において戦死したため、就吉が後を継いだ。
永禄5年（1562年）2月5日、福屋隆兼の次男の福屋次郎や福屋氏家老の神村下野守らが守る石見松山城攻めにおいて、毛利隆元に仕える嫡男の元正が18歳で戦死した。隆元は元正の死を深く惜しみ、同年4月9日に河北俊興を使者として、就吉夫妻にそれぞれ書状を送り、弔料千疋を贈った。その書状において隆元は、元正は幼少の頃から油断なく奉公しており、元服したので特にその分別を加えようと考えていたところを戦死してしまい、誠に惜しいことであると述べている。また、同年4月27日に国司就信を使者として就吉のもとへ派遣し、就吉の甥の万鶴丸（後の松田元行）に元正の後を継がせ、元正の給地であった6貫目の地と浮米15石を与えた。
就吉の没年は不明。